# Мировая серия 2020
Мировая серия 2020 (англ. 2020 World Series) — финальная серия сезона Главной лиги бейсбола 2020 года, сто шестнадцатая в истории. Соперниками по серии стали победитель Американской лиги «Тампа-Бэй Рейс» и победитель Национальной лиги «Лос-Анджелес Доджерс». Из-за ограничений, связанных с пандемией COVID-19, все матчи серии прошли на поле стадиона «Глоуб-лайф-филд» в Арлингтоне. Впервые в истории Мировая серия состоялась на нейтральном поле.
В шести матчах победу одержали «Лос-Анджелес Доджерс». Чемпионский титул стал для команды седьмым в истории и первым с 1988 года. Самым ценным игроком Мировой серии был назван шортстоп победителей Кори Сигер, завершивший её с показателем отбивания 40,0 %, двумя хоум-ранами и пятью RBI.
В первой игре серии аутфилдер «Доджерс» Муки Беттс в одном иннинге заработал уок и дважды украл базу. Предыдущим игроком, сделавшим это в Мировой серии, был Бейб Рут. Четвёртый матч серии, кроме драматичной концовки, принёс и два новых достижения: Рэнди Аросарена выбил свой девятый в плей-офф 2020 года хоум-ран, установив рекорд Главной лиги бейсбола, а Джастин Тёрнер побил рекорд «Доджерс» по общему числу хоум-ранов в играх плей-офф, с 1959 года принадлежавший Дьюку Снайдеру. В шестой игре серии Аросарена улучшил своё достижение, выбив десятый хоум-ран.

## Предыстория
Соперниками по финалу стали «Тампа-Бэй Рейс» и «Лос-Анджелес Доджерс», обладатели самых высоких посевов в Американской и Национальной лигах соответственно. С момента появления раунда уайлд-кард в плей-офф Главной лиги бейсбола в 1995 году, это произошло всего в четвёртый раз. «Доджерс» вышли в Мировую серию в третий раз за четыре сезона. Предыдущей командой, добивавшейся подобного успеха, были «Нью-Йорк Янкис» в начале 2000-х годов. При этом последний чемпионский титул «Доджерс» выиграли в 1988 году. Для «Тампы-Бэй» это вторая Мировая серия в истории команды, в 2008 году «Рейс» уступили в финале «Филадельфии».

## Путь к финалу

### Тампа-Бэй Рейс
Основой успеха команды в сезоне стала сильная игра питчеров, лидерами среди которых были Блейк Снелл, Чарли Мортон и Тайлер Гласноу. Лучшим бьющим в составе «Рейс» стал Брэндон Лоу. В целом нападение команды заняло двенадцатое место в МЛБ по числу набранных ранов. «Тампа-Бэй» выиграла Восточный дивизион и стала лучшей командой Американской лиги по итогам регулярного чемпионата, опередив «Окленд Атлетикс». В плей-офф «Рейс» последовательно выиграли серии против «Торонто Блю Джейс» (2:0), «Нью-Йорк Янкис» (3:2) и «Хьюстон Астрос» (4:3).

### Лос-Анджелес Доджерс
В феврале 2020 года «Доджерс» в результате обмена приобрели у «Бостона» аутфилдера Муки Беттса, одного из лучших отбивающих лиги. Усилившуюся команду перед началом сезона называли одним из главных его фаворитов. Этот статус «Доджерс» подтвердили, завершив регулярный чемпионат с лучшим в МЛБ результатом: 43 победы при 17 поражениях. На пути к финалу команда обыграла «Милуоки Брюэрс» (2:0), «Сан-Диего Падрес» (3:0) и «Атланту Брэйвз» (4:3).

## Расписание и результаты
Серия стартовала 20 октября 2020 года. Все матчи будут сыграны на стадионе Глоуб-лайф-филд в Арлингтоне.
| Игра | Дата       | Результат                                   | Место проведения | Время | Посещаемость |
| ---- | ---------- | ------------------------------------------- | ---------------- | ----- | ------------ |
| 1    | 20 октября | Лос-Анджелес Доджерс — Тампа-Бэй Рейс — 8:3 | Глоуб-лайф-филд  | 3:24  | 11 388       |
| 2    | 21 октября | Лос-Анджелес Доджерс — Тампа-Бэй Рейс — 4:6 | Глоуб-лайф-филд  | 3:40  | 11 472       |
| 3    | 23 октября | Тампа-Бэй Рейс — Лос-Анджелес Доджерс — 2:6 | Глоуб-лайф-филд  | 3:14  | 11 447       |
| 4    | 24 октября | Тампа-Бэй Рейс — Лос-Анджелес Доджерс — 8:7 | Глоуб-лайф-филд  | 4:10  | 11 441       |
| 5    | 25 октября | Тампа-Бэй Рейс — Лос-Анджелес Доджерс — 2:4 | Глоуб-лайф-филд  | 3:30  | 11 437       |
| 6    | 27 октября | Лос-Анджелес Доджерс — Тампа-Бэй Рейс — 3:1 | Глоуб-лайф-филд  | 3:28  | 11 437       |

### Отчёты о матчах

#### Игра 1
Право первой церемониальной подачи перед стартом Мировой серии было доверено четырём медицинским работникам из различных больниц Техаса. Гимн США был исполнен арлингтонской группой Pentatonix. В церемонии открытия также принял участие губернатор Техаса Грег Эбботт
В первом матче серии на поле доминировали игроки «Доджерс». Хорошо выступил стартовый питчер команды Клейтон Кершоу, проведший на поле шесть иннингов с восемью страйкаутами и двумя пропущенными хитами. Счёт номинальные хозяева открыли в четвёртом иннинге благодаря двухочковому хоум-рану Коди Беллинджера, а в следующем отрезке игры «Доджерс» обеспечили себе решающее преимущество. Агрессивно сыгравший Муки Беттс заработал уок, а затем последовательно украл вторую и третью базы. Предыдущим игроком, который сделал это в игре Мировой серии, был Бейб Рут. Это обеспечило давление на питчера «Тампы-Бэй» Тайлера Гласноу. При счёте 1:4 тренер «Рейс» заменил его на Райана Ярбро, но тот сразу же пропустил ещё два результативных сингла. Лидер атаки «Доджерс» Беттс завершил игру с двумя хитами, двумя заработанными ранами, двумя украденными базами и хоум-раном.
Дата: 20 октября 2020 года, 20:09 EDT

Стадион: «Глоуб-лайф-филд», Арлингтон

Зрителей: 11 388
| Команда              | 1 | 2 | 3 | 4 | 5 | 6 | 7 | 8 | 9 | R | H  | E |
| -------------------- | - | - | - | - | - | - | - | - | - | - | -- | - |
| Тампа-Бэй Рейс       | 0 | 0 | 0 | 0 | 1 | 0 | 2 | 0 | 0 | 3 | 6  | 0 |
| Лос-Анджелес Доджерс | 0 | 0 | 0 | 2 | 4 | 2 | 0 | 0 | Х | 8 | 10 | 0 |

Победивший питчер — Клейтон Кершоу (1—0); проигравший питчер — Тайлер Гласноу (0—1)

Хоум-раны:
- LAD: Коди Беллинджер (1), Муки Беттс (1)

#### Игра 2
Главным героем матча стал игрок второй базы «Тампы» Брэндон Лоу, выбивший два хоум-рана: против Тони Гонсолина и Дастина Мэя. Ещё три очка команде принёс Джоуи Уэндл, отличившийся даблом и сакрифайс-флаем. Провалились питчеры «Доджерс»: на поле их появилось семеро, четверо сменились по ходу первых четырёх иннингов. В свою очередь, стартовому питчеру «Рейс» Блейку Снеллу удавалось сдерживать нападение соперника до пятого иннинга, когда двухочковый хоум-ран выбил Крис Тейлор. Главный тренер «Тампы» Кевин Кэш, в первом матче долго продержавший на поле Тайлера Гласноу, не стал повторять ошибку и заменил Снелла. Несмотря на ещё два пропущенных хоум-рана, буллпен команды сумел удержать преимущество. Победу на свой счёт записал Ник Андерсон, сейв заработал Диего Кастильо.
Дата: 21 октября 2020 года, 20:08 EDT

Стадион: «Глоуб-лайф-филд», Арлингтон

Зрителей: 11 472
| Команда              | 1 | 2 | 3 | 4 | 5 | 6 | 7 | 8 | 9 | R | H  | E |
| -------------------- | - | - | - | - | - | - | - | - | - | - | -- | - |
| Тампа-Бэй Рейс       | 1 | 0 | 0 | 2 | 2 | 1 | 0 | 0 | 0 | 6 | 10 | 0 |
| Лос-Анджелес Доджерс | 0 | 0 | 0 | 0 | 2 | 1 | 0 | 1 | 0 | 4 | 5  | 1 |

Победивший питчер — Ник Андерсон (1—0); проигравший питчер — Тони Гонсолин (0—1); сейв — Диего Кастильо (1)

Хоум-раны:
- LAD: Крис Тейлор (1), Уилл Смит (1), Кори Сигер (1)

#### Игра 3
Третья игра началась с отрыва «Доджерс» в счёте. В первом иннинге хоум-ран выбил Джастин Тернер, затем два RBI заработал Макс Манси. Для Тернера этот хоум-ран стал одиннадцатым в шестидесяти девяти матчах плей-офф, он повторил рекорд клуба, установленный Дьюком Снайдером в 1959 году. В шестом иннинге, после хоум-рана Остина Барнса, счёт был уже 6:1 в пользу команды из Лос-Анджелеса. Кроме этого, Барнсу удался скуиз-плей в четвёртом иннинге. Он стал вторым после Эктора Лопеса игроком, сделавшим скуиз-плей и отбившим хоум-ран в одной игре Мировой серии. Лопес сделал это в финале сезона 1961 года. Кроме того, отличный матч провёл стартовый питчер «Доджерс» Уокер Бюлер, в шести иннингах сделавший десять страйкаутов. Его поддержали реливеры, лишь нестабильно проводящий сезон клоузер Кенли Дженсен пропустил хоум-ран в заключительном иннинге матча. Оппонент Бюлера Чарли Мортон, проводящий отличный плей-офф, напротив, пропустил семь хитов менее чем в пяти иннингах и был заменён.
Дата: 23 октября 2020 года, 20:08 EDT

Стадион: «Глоуб-лайф-филд», Арлингтон

Зрителей: 11 447
| Команда              | 1 | 2 | 3 | 4 | 5 | 6 | 7 | 8 | 9 | R | H  | E |
| -------------------- | - | - | - | - | - | - | - | - | - | - | -- | - |
| Лос-Анджелес Доджерс | 1 | 0 | 2 | 2 | 0 | 1 | 0 | 0 | 0 | 6 | 10 | 0 |
| Тампа-Бэй Рейс       | 0 | 0 | 0 | 0 | 1 | 0 | 0 | 0 | 1 | 2 | 4  | 0 |

Победивший питчер — Уокер Бюлер (1—0); проигравший питчер — Чарли Мортон (0—1)

Хоум-раны:
- TB: Рэнди Аросарена (1)

#### Игра 4
Драматичная концовка четвёртого матча серии принесла успех «Тампе», сравнявшей счёт в противостоянии с «Доджерс». Автор Yahoo Sports Марк Таунсенд назвал её одной из самых безумных в истории не только бейсбола, но и спорта в целом. Ситуация на поле несколько раз менялась на полностью противоположную. В четвёртом и пятом иннингах хоум-раны Рэнди Аросарены и Хантера Ренфро позволили «Рейс» до минимума сократить отставание в счёте. Аросарена выбил свой девятый хоум-ран в плей-офф 2020 года, установив новый рекорд Главной лиги бейсбола. Ещё одно достижение обновил Джастин Тёрнер, установивший новый рекорд «Доджерс» по общем количеству хоум-ранов в играх плей-офф. В пятом иннинге также произошёл спорный эпизод, когда Макс Манси добежал до второй базы, но затем упал с неё после захвата со стороны шортстопа «Рейс» Вилли Адамеса. Ампайр зафиксировал аут, остановив нападение «Доджерс». В шестом иннинге Брэндон Лоу выбил свой третий в Мировой серии хоум-ран и принёс команде два очка, но уже в следующем игровом отрезке он же не смог поймать отбитый Джоком Педерсоном мяч и «Лос-Анджелес» сравнял счёт. В восьмом иннинге «Доджерс» вышли вперёд 7:6 после сингла Кори Сигера. Решающий эпизод произошёл во второй половине девятого иннинга, когда у «Рейс» было два аута, а на второй и первой базах находились соответственно Кевин Кирмайер и Аросарена. Сингл Бретта Филлипса принёс команде одно очко, после того как аутфилдер Крис Тейлор не смог сразу зафиксировать мяч в ловушке: Кирмайер забежал в дом, а Аросарена переместился на третью базу. Затем Тейлор бросил мяч на Макса Манси, а тот, в свою очередь, кэтчеру Уиллу Смиту. Ошибка Смита и стала для «Доджерс» решающей. Он не поймал мяч и потерял его из виду, позволив Аросарене беспрепятственно добежать до дома и набрать решающее очко.
Дата: 24 октября 2020 года, 20:08 EDT

Стадион: «Глоуб-лайф-филд», Арлингтон

Зрителей: 11 441
| Команда              | 1 | 2 | 3 | 4 | 5 | 6 | 7 | 8 | 9 | R | H  | E |
| -------------------- | - | - | - | - | - | - | - | - | - | - | -- | - |
| Лос-Анджелес Доджерс | 1 | 0 | 1 | 0 | 1 | 1 | 2 | 1 | 0 | 7 | 15 | 1 |
| Тампа-Бэй Рейс       | 0 | 0 | 0 | 1 | 1 | 3 | 1 | 0 | 2 | 8 | 10 | 0 |

Победивший питчер — Джон Кертисс (1—0); проигравший питчер — Кенли Дженсен (0—1)

Хоум-раны:
- TB: Рэнди Аросарена (2), Хантер Ренфро (1), Брэндон Лоу (3), Кевин Кирмайер (2)

#### Игра 5
После пятого матча серии Доджерс вернули себе преимущество, в основном за счёт уверенной игры стартового питчера Клейтона Кершоу и буллпена, особенно Дастина Мэя. Кершоу, в предыдущие годы заработавший репутацию слабо выступающего в плей-офф игрока, пропустил всего два рана и одержал вторую победу в рамках Мировой серии. В нападении снова проявили себя Муки Беттс и Кори Сигер, обеспечившие преимущество команды в счёте уже после первого иннинга. Во втором иннинге хоум-ран выбил Джок Педерсон, а «Доджерс» побили рекорд «Окленда», установленный в 1989 году — в ходе одной Мировой серии хоум-раны в составе команды выбивало восемь разных игроков. Рейс сократили разрыв в счёте после трипла Янди Диаса и сингла Рэнди Аросарены, но большего добиться не смогли. При двух аутах Мануэль Марго неудачно попытался украсть дом, а в следующем иннинге хоум-ран Макса Манси установил окончательный счёт.
Дата: 25 октября 2020 года, 20:08 EDT

Стадион: «Глоуб-лайф-филд», Арлингтон

Зрителей: 11 437
| Команда              | 1 | 2 | 3 | 4 | 5 | 6 | 7 | 8 | 9 | R | H | E |
| -------------------- | - | - | - | - | - | - | - | - | - | - | - | - |
| Лос-Анджелес Доджерс | 2 | 1 | 0 | 0 | 1 | 0 | 0 | 0 | 0 | 4 | 6 | 1 |
| Тампа-Бэй Рейс       | 0 | 0 | 2 | 0 | 0 | 0 | 0 | 0 | 0 | 2 | 7 | 0 |

Победивший питчер — Клейтон Кершоу (2—0); проигравший питчер — Тайлер Гласноу (0—2); сейв — Блейк Трайнен (1)

Хоум-раны:
- TB: —

#### Игра 6
В шестой игре серии стартовый питчер «Рейс» Блейк Снелл сдерживал нападение «Доджерс» в течение почти шести иннингов, сделав девять страйкаутов и пропустив лишь два хита. Затем Кевин Кэш принял решение заменить Снелла, оказавшееся роковым. Вышедший на поле Ник Андерсон пропустил дабл от Муки Беттса и бросил уайлд-питч, позволивший сопернику сравнять счёт. Затем, после удара Кори Сигера, Беттс набрал ещё одно очко и вывел «Доджерс» вперёд. После этого буллпен команды из Лос-Анджелеса уверенно довёл матч до победы: семь последних аутов, закрывших серию, сделал Хулио Уриас. Для «Доджерс» чемпионский титул стал первым после 32-летней паузы.
Дата: 27 октября 2020 года, 20:08 EDT

Стадион: «Глоуб-лайф-филд», Арлингтон

Зрителей:
| Команда              | 1 | 2 | 3 | 4 | 5 | 6 | 7 | 8 | 9 | R | H | E |
| -------------------- | - | - | - | - | - | - | - | - | - | - | - | - |
| Тампа-Бэй Рейс       | 1 | 0 | 0 | 0 | 0 | 0 | 0 | 0 | 0 | 1 | 5 | 0 |
| Лос-Анджелес Доджерс | 0 | 0 | 0 | 0 | 0 | 2 | 0 | 1 | X | 3 | 5 | 0 |

Победивший питчер — Виктор Гонсалес (1—0); проигравший питчер — Ник Андерсон (1—1); сейв — Хулио Уриас (1)

Хоум-раны:
- LAD: Муки Беттс (2)

## Трансляции и рейтинги
Эксклюзивные права на телетрансляцию матчей Мировой серии принадлежат каналу FOX. В состав команды комментаторов канала вошли Джо Бак, для которого эта серия стала двадцать третьей в карьере, Джон Смолц, Кен Розенталь и Том Вердуччи. Ведущим предыгрового шоу стали Кевин Буркхардт, Фрэнк Томас, Алекс Родригес и Дэвид Ортис.
Интерес телеаудитории к эфиру первых двух матчей Мировой серии оказался рекордно низким. По данным Nielsen Media Research первую игру на канале FOX посмотрели 9,195 млн телезрителей (рейтинг 5,1; доля 11 %), вторая игра собрала у экранов 8,95 млн болельщиков (рейтинг 5,0; доля 11 %). Предыдущим худшим результатом для матча открытия Мировой серии были 12,191 млн зрителей, смотревших встречу между «Сан-Франциско Джайентс» и «Канзас-Сити Роялс» 21 октября 2014 года. При этом корпорация TBS сообщила о том, что на её платформе TV Everywhere среднее число зрителей составило 48 тысяч в минуту, что на 71 % больше по сравнению с 2019 годом. Среди возможных причин падения интереса назывались изменения в расписании игр из-за пандемии COVID-19 и конкуренцию со стороны программ, посвящённых президентским выборам.